# XSLT
XSL Transformations, ou XSLT (eXtensible Stylesheet Language for Transformation - Linguagem de Folhas de estilo Extensível para Transformações), é uma linguagem de marcação XML usada para criar documentos XSL que, por sua vez, definem a apresentação dos documentos XML nos browsers e outros aplicativos que os suportem.
É importante observar que o documento XSL não altera o documento XML original, ou seja, não cria outro documento. Neste sentido, ele (o documento XSLT) atua como as folhas de estilos CSS: apenas determina como o browser deve apresentar o documento XML ao qual ele está associado ou anexado (de uma forma bem parecida com a usada para associar uma folha de estilos CSS a um documento (X)HTML). O browser recebe o documento XML original, na íntegra, como ele foi criado e o apresenta como o documento XSL determina.
Mas há uma diferença importante entre XSLT e CSS: o documento XSL pode adicionar conteúdo à apresentação do documento XML no browser, e também pode esconder conteúdo do XML apresentado no browser. Portanto, XSLT possibilita transformações mais potentes do que as folhas de estilo CSS.
Veja um bom exemplo, bem explicado, em http://www.w3schools.com/xml/xsl_intro.asp. Nesse tutorial, você pode ver:
- um arquivo XML sem um arquivo XSL associado a ele;
- um arquivo XSL criado para determinar uma apresentação específica do arquivo XML;
- como este arquivo XSL é anexado ao arquivo XML; e
- a apresentação do arquivo XML no browser, quando "linkado" ao arquivo XSL.

Olhe o "source" do arquivo XML no browser para constatar que ele de fato permanece inalterado.
XSLT é parte da especificação XSL (as outras partes sendo XSL-FO e XPath). Como a XML e a HTML, a especificação XSLT é uma recomendação desenvolvida pela W3C.